# La Jagua del Pilar
La Jagua del Pilar est une municipalité située dans le département de La Guajira, en Colombie.